# Limos
Limos (en grec antic λιμός), és la deessa de la fam en la mitologia grega.
S'oposa tant a Demèter, deessa de l'agricultura, com a Plutó, el déu de la riquesa. Va ser engendrada per Eris (filla de Nix), la Discòrdia, com una plaga per castigar la humanitat. Algunes fonts la consideren un esperit o dimoni, ja que aquest concepte i el de déu menor estaven força barrejats al politeisme grec. Se la representa com una dona amb la mandíbula sempre oberta, ulls esbatanats i aspecte descuidat. Pot estar amagada per assaltar els homes o jeure sense forces a l'entrada de l'inframón. Va jugar el paper de botxí amb alguns mortals, com en el cas d'Erisícton, al que la deessa Demèter va castigar a patir una fam insaciable.